# Amt Pinnau
Amt Pinnau er et amt i det nordlige Tyskland, beliggende i den centrale del af Kreis Pinneberg. Kreis Pinneberg ligger i den sydlige del af delstaten Slesvig-Holsten. Administrationen i amtet er beliggende i byen Rellingen, som dog ikke er en del af amtet.

## Historie
Amtet blev oprettet 1. januar 2007 i forbindelse med den slesvig-holstenske strukturreform, ved en fusion af amterne Bönningstedt og Pinneberg-Land.
Administrationen lå indtil 1. august 2008 i kommunen Bönningstedt.
Kommunerne Bönningstedt og Hasloh forlod 1. januar 2013 og bliver nu administreret fra byen Quickborn.

## Kommuner i amtet
- Borstel-Hohenraden
- Ellerbek
- Kummerfeld
- Prisdorf
- Tangstedt